# يوسي بن حنان
الجنرال يوسي بن حنان (بالعبرية: יוסי בן-חנן‏) (ولد في عام 1945) عسكري إسرائيلي، شارك في حرب يونيو 1967، وحرب أكتوير 1973.
وكان والده ميخائيل بن حنان أحد القادة الرئيسيين لمنظمة الهاجاناه في القدس.

## حرب يونيو 1967
خلال حرب الأيام الستة كان بن حنان ضابطا برتبة ملازم، وخدم كضابط عمليات في اللواء السابع المدرع. وظهر على غلاف مجلة لايف الأمريكية بعد الحرب، وهو يمسك منتصرًا ببندقية إيه كيه-47،  تحت عنوان «جندي إسرائيلي يتبرد في قناة السويس».

## حرب أكتوبر 1973
في عام 1973 كان يقضي شهر العسل في نيبال، حين بدأت حرب يوم الغفران. فعاد إلى إسرائيل ووصل إلى مرتفعات الجولان في 8 أكتوبر 1973. وشارك بن حنان في القتال ضد السوريين لاحتلال هضبة الجولان مع المقدم آنذاك أفيغدور كحلاني، وأصيب للمرة الأولى، لكنه رفض الإخلاء واستمر القتال.
في 9 أكتوبر 1973، تولى بن حنان قيادة سرية الدبابات التي شكلها شموئيل أسكروف، أحد الناجين، من بقايا اللواء 188 المدرع المدمر.  وقاد معركة ضد أعداد هائلة من طائرات تي-62 السورية في منطقة شمال القنيطرة، وأعاد بن حنان التموضع التكتيكي وتوغل بوحدته في عمق الأراضي السورية.
في 12 أكتوبر 1973 أصيب للمرة الثالثة لكنه رفض الإخلاء. وكان قد قاد هجوماً آخر أصيب خلاله دبابته بصاروخ ساغر المضاد للدبابات، وأصيب بن حنان للمرة الرابعة وأنقذه يوناتان نتنياهو من خلف خطوط العدو، والذي كان ضابطا من النخبة في الجيش الإسرائيلي في سايريت ماتكال، وشقيق رئيس الوزراء المستقبلي بنيامين نتنياهو.
حصل بن حنان على ثاني أعلى وسام وهو وسام الشجاعة عن دوره في معارك يوم الغفران.

## دوره في الجيش الإسرائيلي
وفي وقت لاحق، تولى يوسي بن حنان قيادة اللواء السابع المدرع، وقسم البحث والتطوير في الجيش الإسرائيلي، وكلية الأمن القومي الإسرائيلي، وسلاح المدرعات. وكجندي احتياطي، حصل على رتبة ألوف (جنرال) (ثاني أعلى رتبة في الجيش الإسرائيلي). وخلال الفترة 1997-2008 كان رئيسًا لقسم المساعدة الدفاعية للدول النامية في وزارة الدفاع الإسرائيلية، المعروف باسم سباط.